# Kotturu
Kotturu là một thị xã panchayat của quận Bellary thuộc bang Karnataka, Ấn Độ.

## Địa lý
Kotturu có vị trí 14°49′B 76°13′Đ / 14,82°B 76,22°Đ Nó có độ cao trung bình là 587 mét (1925 feet).

## Nhân khẩu
Theo điều tra dân số năm 2001 của Ấn Độ, Kotturu có dân số 22.667 người. Phái nam chiếm 52% tổng số dân và phái nữ chiếm 48%. Kotturu có tỷ lệ 69% biết đọc biết viết, cao hơn tỷ lệ trung bình toàn quốc là 59,5%: tỷ lệ cho phái nam là 76%, và tỷ lệ cho phái nữ là 61%. Tại Kotturu, 12% dân số nhỏ hơn 6 tuổi.